# Beatamines
Beatamines (* 1986 in Erfurt; bürgerlich Pascal Augner) ist ein deutscher Musikproduzent und DJ der elektronischen Tanzmusik, der auch als Liveact auftritt. Er veröffentlicht unter anderem bei Einmusika Recordings und Keno Records.

## Leben und Karriere
Augner ist in Erfurt geboren und aufgewachsen. Er war nach eigenen Angaben bis 2008 in der Breakdance-Szene aktiv. Danach begann er sich mit der elektronischen Tanzmusik auseinanderzusetzen und erste Lieder zu produzieren. Seine ersten EPs Latin Kiss, Fresh Cold Drink und Shakeland wurden 2009 veröffentlicht. Sein Debüt-Album In Motion erschien 2012. Er zählt in einen Interview mit dem Faze Magazin Künstler wie Marek Hemmann, Paul Kalkbrenner und Richie Hawtin zu seinen Einflüssen. Weitreichende Bekanntheit erlangte er auch über seine Auftritte auf dem Fusion Festival 2013 und 2016. Zudem hat er im Watergate und Ritter Butzke aufgelegt.

## Diskografie (Auswahl)
EPs
- 2009: Latin Kiss (Synonym Records)
- 2013: Ghetto Fusion (Keno Records)
- 2015: Nighthawk (Einmusika Recordings)
- 2017: Seaquenza (Moonbootique)
- 2021: Cosmohelena (Einmusika Recordings)

Alben
- 2012: In Motion (Damm Records)
- 2016: Echoes (Einmusika Recordings)
- 2018: X (Lauter Unfug Records)